# Europamästerskapen i simsport 2018
Europamästerskapen i simsport 2018 är de 34:e europamästerskapen i simsport och avgjordes i Glasgow, Edinburgh och Loch Lomond, Skottland. Tävlingarna genomfördes mellan 3 och 12 augusti.
Tävlingarna ingick i första upplagan av Europeiska idrottsmästerskapen.

## Schema
- Simning: 3–9 augusti
- Simhopp: 6–12 augusti
- Öppet vatten-simning: 8–12 augusti
- Konstsim: 3–7 augusti

## Simning

### Medaljsummering

#### Damer
| Gren            | Guld | Guld       | Silver | Silver     | Brons | Brons    |
| 50 m frisim     | Sarah Sjöström Sverige                                                                                                  | 23,74 CR   | Pernille Blume Danmark                                                                                                   | 23,75      | Ranomi Kromowidjojo Nederländerna                                                                                 | 24,21    |
| 100 m frisim    | Sarah Sjöström Sverige                                                                                                  | 52,93      | Femke Heemskerk Nederländerna                                                                                            | 53,23      | Charlotte Bonnet Frankrike                                                                                        | 53,35    |
| 200 m frisim    | Charlotte Bonnet Frankrike                                                                                              | 1.54,95 CR | Femke Heemskerk Nederländerna                                                                                            | 1.56,72    | Anastasia Guzhenkova Ryssland                                                                                     | 1.56,77  |
| 400 m frisim    | Simona Quadarella Italien                                                                                               | 4.03,35    | Ajna Késely Ungern | 4.03,57 EJ | Holly Hibbott Storbritannien                                                                                      | 4.05,01  |
| 800 m frisim    | Simona Quadarella Italien                                                                                               | 8.16,35    | Ajna Késely Ungern | 8.21,91 EJ | Anna Jegorova Ryssland                                                                                            | 8.24,61  |
| 1500 m frisim   | Simona Quadarella Italien                                                                                               | 15:51,61   | Sarah Koehler Tyskland                                                                                                   | 15.57,85   | Ajna Késely Ungern                                                                                                | 16.03,22 |
|                 | |            | |            | |          |
| 50 m ryggsim    | Georgia Davies Storbritannien                                                                                           | 27,23      | Anastaija Fesikova Ryssland                                                                                              | 27,31      | Mimosa Jallow Finland                                                                                             | 27,70    |
| 100 m ryggsim   | Anastaija Fesikova Ryssland                                                                                             | 59,19      | Georgia Davies Storbritannien                                                                                            | 59,36      | Charlotta Zofkova Italien                                                                                         | 59,61    |
| 200 m ryggsim   | Margherita Panziera Italien                                                                                             | 2.06,18 CR | Daria Ustinova Ryssland                                                                                                  | 2.07,12    | Katalin Burian Ungern                                                                                             | 2.07,43  |
|                 | |            | |            | |          |
| 50 m bröstsim   | Julija Jefimova Ryssland                                                                                                | 29,81      | Imogen Clark Storbritannien                                                                                              | 30,34      | Arianna Castiglioni Italien                                                                                       | 30,41    |
| 100 m bröstsim  | Julija Jefimova Ryssland                                                                                                | 1.05,53 CR | Rūta Meilutytė Litauen                                                                                                   | 1.06,26    | Arianna Castiglioni Italien                                                                                       | 1.06,54  |
| 200 m bröstsim  | Julija Jefimova Ryssland                                                                                                | 2.21,31    | Jessica Vall Montero Spanien                                                                                             | 2.23,02    | Molly Renshaw Storbritannien                                                                                      | 2.23,43  |
|                 | |            | |            | |          |
| 50 m fjärilsim  | Sarah Sjöström Sverige                                                                                                  | 25,16      | Emilie Beckmann Danmark                                                                                                  | 25,72      | Kimberly Buys Belgien                                                                                             | 25,74    |
| 100 m fjärilsim | Sarah Sjöström Sverige                                                                                                  | 56,13      | Svetlana Tjimrova Ryssland                                                                                               | 57,30      | Elena Di Liddo Italien                                                                                            | 57,58    |
| 200 m fjärilsim | Boglarka Kapas Ungern                                                                                                   | 2.07,13    | Svetlana Tjimrova Ryssland                                                                                               | 2.07,33    | Alys Thomas Storbritannien                                                                                        | 2.07,42  |
|                 | |            | |            | |          |
| 200 m medley    | Katinka Hosszu Ungern                                                                                                   | 2.10,17    | Ilaria Cusinato Italien                                                                                                  | 2.10,25    | Maria Ugolkova Schweiz                                                                                            | 2.10,83  |
| 400 m medley    | Fantine Lesaffre Frankrike                                                                                              | 4.34,17    | Ilaria Cusinato Italien                                                                                                  | 4.35,05    | Hannah Miley Storbritannien                                                                                       | 4.35,34  |
|                 | |            | |            | |          |
| 4×100 m frisim  | Frankrike Marie Wattel (54,35) Charlotte Bonnet (52,20) Margaux Fabre (54,41) Béryl Gastaldello (53,69)                 | 3.34,65    | Nederländerna Kim Busch (54,75) Femke Heemskerk (52,33) Kira Toussaint (54,47) Ranomi Kromowidjojo (53,22)               | 3.34,77    | Danmark Pernille Blume (52,83) Signe Bro (54,59) Julie Kepp Jensen (55,19) Mie Nielsen (54,42)                    | 3.37,03  |
| 4×200 m frisim  | Storbritannien Eleanor Faulkner (1.56,25) Kathryn Greenslade (1.57,94) Holly Hibbott (1.58,46) Freya Anderson (1.56,00) | 7.51,65    | Ryssland Valerija Salamatina (1.58,72) Anna Jegorova (1.58,18) Arina Openysheva (1.58,48) Anastasia Guzhenkova (1.57,49) | 7.52,87    | Tyskland Reva Foos (1.58,90) Isabel Marie Gose (1.58,22) Sarah Koehler (1.58,99) Annika Bruhn (1.57,65)           | 7.53,76  |
|                 | |            | |            | |          |
| 4×100 m medley  | Ryssland Anastasija Fesikova (59,56) Julija Jefimova (1.03,95) Svetlana Tjimrova (57,34) Marija Kameneva (53,37)        | 3.54,22 CR | Danmark Mie Nielsen (59.76) Rikke Møller Pedersen (1.07,50) Emilie Beckmann (57,66) Pernille Blume (51,77)               | 3.56,69    | Storbritannien Georgia Davies (59,44) Siobhan-Marie O'Connor (1.07,22) Alys Thomas (57,56) Freya Anderson (52,69) | 3.56,91  |

#### Herrar
| Gren            | Guld | Guld       | Silver | Silver   | Brons | Brons    |
| 50 m frisim     | Benjamin Proud Storbritannien                                                                             | 21,34      | Kristian Golomejev Grekland                                                                                           | 21,44    | Andrea Vergani Italien                                                                                            | 21,68    |
| 100 m frisim    | Alessandro Miressi Italien                                                                                | 48,01      | Duncan Scott Storbritannien                                                                                           | 48,23    | Mehdy Metella Frankrike                                                                                           | 48,24    |
| 200 m frisim    | Duncan Scott Storbritannien                                                                               | 1.45,34    | Danas Rapsys Litauen                                                                                                  | 1.46,07  | Mikhail Dovgalyuk Ryssland                                                                                        | 1.46,15  |
| 400 m frisim    | Mychailo Romantjuk Ukraina                                                                                | 3.45,18    | Henrik Christiansen Norge                                                                                             | 3.47,07  | Henning Mühlleitner Tyskland                                                                                      | 3.47,18  |
| 800 m frisim    | Mykhaylo Romanchuk Ukraina                                                                                | 7.42,96    | Gregorio Paltrinieri Italien                                                                                          | 7.45,12  | Florian Wellbrock Tyskland                                                                                        | 7.45,60  |
| 1500 m frisim   | Florian Wellbrock Tyskland                                                                                | 14.36,15   | Mykhaylo Romanchuk Ukraina                                                                                            | 14.36,88 | Gregorio Paltrinieri Italien                                                                                      | 14.42,85 |
|                 | |            | |          | |          |
| 50 m ryggsim    | Kliment Kolesnikov Ryssland                                                                               | 24,00 WR   | Robert Glință Rumänien                                                                                                | 24,55    | Shane Ryan Irland                                                                                                 | 24,64    |
| 100 m ryggsim   | Kliment Kolesnikov Ryssland                                                                               | 52,53 EJ   | Evgeny Rylov Ryssland                                                                                                 | 52,74    | Apostolos Christou Grekland                                                                                       | 53,72    |
| 200 m ryggsim   | Evgeny Rylov Ryssland                                                                                     | 1.53,36 ER | Radoslaw Kawecki Polen                                                                                                | 1.56,07  | Matteo Restivo Italien                                                                                            | 1.56,29  |
|                 | |            | |          | |          |
| 50 m bröstsim   | Adam Peaty Storbritannien                                                                                 | 26.09 CR   | Fabio Scozzoli Italien                                                                                                | 26.79    | Peter John Stevens Slovenien                                                                                      | 27.06    |
| 100 m bröstsim  | Adam Peaty Storbritannien                                                                                 | 57,00 WR   | James Wilby Storbritannien                                                                                            | 58,54    | Anton Tjupkov Ryssland                                                                                            | 58,96    |
| 200 m bröstsim  | Anton Tjupkov Ryssland                                                                                    | 2.06,80 ER | James Wilby Storbritannien                                                                                            | 2.08,39  | Luca Pizzini Italien                                                                                              |          |
|                 | |            | |          | |          |
| 50 m fjärilsim  | Andriy Govorov Ukraina                                                                                    | 22,48 CR   | Benjamin Proud Storbritannien                                                                                         | 22,78    | Oleg Kostin Ryssland                                                                                              | 22,97    |
| 100 m fjärilsim | Piero Codia Italien                                                                                       | 50,64 CR   | Mehdy Metella Frankrike                                                                                               | 51,24    | James Guy Storbritannien                                                                                          | 51,42    |
| 200 m fjärilsim | Kristof Milak Ungern                                                                                      | 1.52,79 CR | Tamas Kenderesi Ungern                                                                                                | 1.54,36  | Federico Burdisso Italien                                                                                         | 1.55,97  |
|                 | |            | |          | |          |
| 200 m medley    | Jeremy Desplanches Schweiz                                                                                | 1.57,04    | Philip Heintz Tyskland                                                                                                | 1.57,83  | Max Litchfield Storbritannien                                                                                     | 1.57,96  |
| 400 m medley    | David Verraszto Ungern                                                                                    | 4.10,65    | Max Litchfield Storbritannien                                                                                         | 4.11,00  | Joan Lluis Pons Ramon Spanien                                                                                     | 4.14,26  |
|                 | |            | |          | |          |
| 4×100 m frisim  | Ryssland Jevgenij Rylov (48,62) Danila Izotov (48,61) Vladimir Morozov (47,61) Kliment Kolesnikov (47,39) | 3.12,23    | Italien Luca Dotto (48,63) Ivano Vendrame (48,73) Lorenzo Zazzeri (48,55) Alessandro Miressi (46,99)                  | 3.12,90  | Polen Jan Świtkowski (48,68) Konrad Czerniak (49,04) Jakub Kraska (48,07) Kacper Majchrzak (48,41)                | 3.14,20  |
| 4×200 m frisim  | Storbritannien Calum Jarvis (1.47,17) Duncan Scott (1.45,48) Thomas Dean (1.47,07) James Guy (1.45,60)    | 7.05,32 CR | Ryssland Michail Vekovisjtjev (1.46,78) Martin Maljutin (1.46,84) Danila Izotov (1.46,86) Michail Dovgaljuk (1.46,18) | 7.06,66  | Italien Alessio Proietti Colonna (1.48,20) Filippo Megli (1.45,44) Matteo Ciampi (1.46.49) Mattia Zuin (1.47,45)  | 7.07,58  |
|                 | |            | |          | |          |
| 4×100 m medley  | Storbritannien Nicholas Pyle (54,58) Adam Peaty (57,60) James Guy (50,91) Duncan Scott (47,35)            | 3.30,44 CR | Ryssland Kliment Kolesnikov (52,77) Anton Tjupkov (1.00,40) Egor Kuimov (51,42) Vladimir Morozov (47,44)              | 3.32,03  | Tyskland Christian Diener (54,19) Fabian Schwingenschloegl (1.00,00) Marius Kusch (51,58) Damian Wierling (47,78) | 3.33,52  |

#### Mixed
| Gren           | Guld | Guld       | Silver | Silver  | Brons | Brons   |
| 4x100 m frisim | Frankrike Jeremy Stravius (48,81) Mehdy Metella (47,45) Marie Wattel (53,47) Charlotte Bonnet (52.34)        | 3.22,07 CR | Nederländerna Nyls Jan Korstanje (49,40) Stan Johannes Pijenburg (48,74) Femke Heemskerk (52,62) Ranomi Kromowidjojo (53,21)   | 3.23,97 | Ryssland Kliment Kolesnikov (48,45) Vladislav Grinev (47,69) Mariia Kamenva (53,90) Arina Openysheva (54,46)        | 3.24,50 |
| 4x200 m frisim | Tyskland Jacob Heidtmann (1.46,52) Henning Muehlleitner (1.47,32) Reva Foos (1.58,25) Annika Bruhn (1.56,34) | 7.26,48 CR | Ryssland Mikhail Vekovishchev (1.47,10) Mikhail Dovgalyuk (1.47,37) Valeriia Salamatina (1.56,18) Viktoriia Andreeva (1.58,72) | 7.29,37 | Storbritannien Stephen Milne (1.47,77) Craig McLean (1.48,34) Kathryn Greenslade (1.57,81) Freya Anderson (1.55,80) | 7.29,72 |
| 4x100 m medley | Storbritannien Georgia Davies (59,12) Adam Peaty (57,27) James Guy (50,96) Freya Anderson (52,83)            | 3.40,18 ER | Ryssland Kliment Kolesnikov (52,51) Julija Jefimova (1.05,07) Svetlana Chimrova (57,30) Vladimir Morozov (47,83)               | 3.42,71 | Italien Margherita Panziera (1.00,11) Fabio Scozzoli (59,46) Elena Di Liddo (57.68) Alessandro Miressi (47.60)      | 3.44,85 |

## Simhopp

### Medaljsummering

#### Damer
| Disciplin         | Guld                                     | Silver                                           | Brons                                      |
| Individuellt 1 m  | Marija Poljakova Ryssland                | Nadezjda Bazjina Ryssland                        | Elena Bertocchi Italien                    |
| Individuellt 3 m  | Grace Reid Storbritannien                | Alicia Blagg Storbritannien                      | Tina Punzel Tyskland                       |
| Individuellt 10 m | Celine Maria van Duijn Nederländerna     | Noemi Batki Italien                              | Maria Kurjo Tyskland                       |
| Synchro 3 m       | Italien Elena Bertocchi Chiara Pellacani | Tyskland Lena Hentschel Tina Punzel              | Ryssland Nadezjda Bazjina Kristina Ilinych |
| Synchro 10 m      | Storbritannien Eden Cheng Lois Toulson   | Ryssland Jekaterina Beljajeva Julija Timosjinina | Tyskland Maria Kurjo Elena Wassen          |

#### Herrar
| Disciplin         | Guld                                       | Silver                                     | Brons                                      |
| Individuellt 1 m  | Jack Laugher Storbritannien                | Giovanni Tocci Italien                     | James Heatly Storbritannien                |
| Individuellt 3 m  | Jack Laugher Storbritannien                | Ilja Zacharov Ryssland                     | Jevgenij Kuznetsov Ryssland                |
| Individuellt 10 m | Aleksandr Bondar Ryssland                  | Nikita Sjleicher Ryssland                  | Benjamin Auffret Frankrike                 |
| Synchro 3 m       | Ryssland Jevgenij Kuznetsov Ilja Zacharov  | Storbritannien Jack Laugher Chris Mears    | Tyskland Patrick Hausding Lars Ruediger    |
| Synchro 10 m      | Ryssland Aleksandr Bondar Viktor Minibajev | Storbritannien Matthew Dixon Noah Williams | Armenien Vladimir Harutyunyan Lev Sargsyan |

#### Mixed
| Disciplin    | Guld                                         | Silver                                  | Brons                                          |
| Lagtävling   | Ukraina Oleh Kolodij Sofija Lyskun           | Tyskland Lou Massenberg Maria Kurjo     | Ryssland Jevgenij Kuznetsov Julija Timosjinina |
| Synchro 3 m  | Tyskland Lou Massenberg Tina Punzel          | Storbritannien Ross Haslam Grace Reid   | Ukraina Stanislav Olifertjyk Viktorija Kesar   |
| Synchro 10 m | Ryssland Nikita Sjleicher Julija Timosjinina | Storbritannien Matthew Lee Lois Toulson | Tyskland Florian Fandler Christina Wassen      |

## Öppet vatten

### Medaljsummering

#### Damer
| Gren | Guld                                | Guld      | Silver                              | Silver    | Brons                         | Brons     |
| 5km  | Sharon van Rouwendaal Nederländerna | 56.01,0   | Leonie Antonia Beck Tyskland        | 56.17,8   | Rachele Bruni Italien         | 56.48,7   |
| 10km | Sharon van Rouwendaal Nederländerna | 1:54.45,7 | Giulia Gabbrielleschi Italien       | 1:54.53,0 | Esmee Vermeulen Nederländerna | 1:55.27,4 |
| 25km | Arianna Bridi Italien               | 5:19.34,6 | Sharon van Rouwendaal Nederländerna | 5:19.34,7 | Lara Grangeon Frankrike       | 5:19.42,9 |

#### Herrar
| Gren | Guld                         | Guld      | Silver                   | Silver    | Brons                    | Brons     |
| 5km  | Kristóf Rasovszky Ungern     | 52.38,9   | Axel Reymond Frankrike   | 52.41,7   | Logan Fontaine Frankrike | 52.44,4   |
| 10km | Ferry Weertman Nederländerna | 1:49.28,2 | Kristóf Rasovszky Ungern | 1:49.28,2 | Rob Muffels Tyskland     | 1:49.33,7 |
| 25km | Kristóf Rasovszky Ungern     | 4:57.53,5 | Kirill Beljajev Ryssland | 4:57.54,6 | Matteo Furlan Italien    | 4:57.55,8 |

#### Lag
| Gren       | Guld                                                                            | Guld    | Silver                                                            | Silver  | Brons                                                             | Brons   |
| Lagtävling | Nederländerna Esmee Vermeulen Sharon van Rouwendaal Pepijn Smits Ferry Weertman | 52.35,0 | Tyskland Leonie Beck Sarah Köhler Sören Meißner Florian Wellbrock | 52.35,6 | Frankrike Lara Grangeon David Aubry Lisa Pou Marc-Antoine Olivier | 52.46,7 |

## Konstsim

### Medaljsummering
| Gren                        | Guld | Guld    | Silver | Silver  | Brons | Brons   |
| Fritt program, solo         | Svetlana Kolesnitjenko Ryssland | 94,9333 | Linda Cerruti Italien | 92,5000 | Jelyzaveta Jachno Ukraina | 92,1333 |
| Tekniskt program, solo      | Svetlana Kolesnitjenko Ryssland | 93,4816 | Jelyzaveta Jachno Ukraina | 91,3517 | Linda Cerruti Italien | 90,1778 |
| Fritt program, par          | Ryssland Svetlana Kolesnitjenko Varvara Subbotina | 96,7000 | Ukraina Anastasija Savtjuk Jelyzaveta Jachno | 93,4000 | Italien Linda Cerruti Costanza Ferro | 92,1333 |
| Tekniskt program, par       | Ryssland Svetlana Kolesnitjenko Varvara Subbotina | 95,1035 | Ukraina Anastasija Savtjuk Jelyzaveta Jachno | 92,6188 | Italien Linda Cerruti Costanza Ferro | 89,7519 |
| Fritt program, lag          | Ryssland Anastasija Archipovskaja Anastasija Bajandina Darja Bajandina Marina Goljadkina Veronika Kalinina Polina Komar Maria Sjurotjkina Darina Valitova Michaela Kalantja                                                    | 97,0333 | Ukraina Valerija Apreljeva Veronika Hrysjko Oleksandra Kasjuba Jana Narizjna Kateryna Reznik Anastasija Savtjuk Alina Sjynkarenko Jelyzaveta Jachno Maryna Aleksijiva Oleksandra Kovalenko          | 94,6000 | Italien Beatrice Callegari Linda Cerruti Francesca Deidda Costanza Di Camillo Costanza Ferro Gemma Galli Alessia Pezone Enrica Piccoli Domiziana Cavanna Federica Sala | 92,2333 |
| Tekniskt program, lag       | Ryssland Anastasija Archipovskaja Anastasija Bajandina Darja Bajandina Marina Goljadkina Michaela Kalantja Veronika Kalinina Polina Komar Maria Sjurotjkina Darina Valitova                                                    | 94,6000 | Ukraina Maryna Aleksijiva Vladyslava Aleksijiva Oleksandra Kasjuba Oleksandra Kovalenko Jana Narizjna Anastasija Savtjuk Alina Sjynkarenko Jelyzaveta Jachno Valerija Apreljeva Veronika Hrysjko    | 90,7439 | Italien Beatrice Callegari Domiziana Cavanna Linda Cerruti Francesca Deidda Costanza Di Camillo Costanza Ferro Gemma Galli Enrica Piccoli Alessia Pezone Federica Sala | 90,3553 |
| Kombination, lag            | Ukraina Maryna Aleksijiva Vladyslava Aleksijiva Valerija Apreljeva Marta Fjedina Oleksandra Kasjuba Jana Narizjna Kateryna Reznik Anastasija Savtjuk Alina Sjynkarenko Jelyzaveta Jachno Veronika Hrysjko Oleksandra Kovalenko | 94,4667 | Italien Beatrice Callegari Domiziana Cavanna Linda Cerruti Francesca Deidda Costanza Di Camillo Costanza Ferro Gemma Galli Alessia Pezone Enrica Piccoli Federica Sala Marta Murru Francesca Zunino | 92,6000 | Spanien Leyre Abadía Abril Conesa Berta Ferreras Emma García María Juárez Meritxell Mas Elena Melián Paula Ramírez Sara Saldaña Blanca Toledano Iris Tió               | 91,4667 |
| Fritt program, mixat par    | Ryssland Maja Gurbanberdieva Aleksandr Maltsev | 92,4000 | Italien Manila Flamini Giorgio Minisini | 90,7333 | Spanien Berta Ferreras Pau Ribes | 85,4333 |
| Tekniskt program, mixat par | Ryssland Maja Gurbanberdieva Aleksandr Maltsev | 89,5853 | Italien Manila Flamini Giorgio Minisini | 88,6973 | Spanien Berta Ferreras Pau Ribes | 82,3217 |